# Baptême orthodoxe
Pour un article plus général, voir Baptême.
Dans l’Église orthodoxe, le mystère (ou sacrement) du baptême est nouvelle naissance, la participation à la mort et à la résurrection du Christ. C'est pourquoi il est nécessaire à la participation du renouvellement de l'homme dans le Christ.
Ce renouvellement, c'est la mort du « vieil homme », du vieil Adam, de l'homme de la Chute, pour « revêtir le Christ », présenté par saint Paul comme le nouvel Adam. Le baptême est donc véritablement une renaissance. L'Église étant comprise comme le corps mystique du Christ, le baptême est identiquement l'entrée dans l'Église et la participation à la vie du Christ.
Le baptême dans l'Église orthodoxe n'est pas compris comme un rite de passage seulement symbolique, mais comme étant participation réelle, mystique à la mort et à la Résurrection du Christ. Son efficacité n'est donc pas seulement considérée comme psychique, mais surnaturelle.
Il consiste en une triple immersion faite au nom « du Père, du Fils et du Saint-Esprit » dans une eau sanctifiée.

## Cérémonie du baptême dans l'Église orthodoxe
La cérémonie du baptême dans l'Église orthodoxe est parfaitement semblable à celle décrite par saint Basile de Césarée au IVe siècle, dans son Traité du Saint-Esprit.

### 1. Les trois exorcismes
Le Baptême commence par des exorcismes parce qu'il est d'abord libération. Saint Jean Chrysostome le comparait symboliquement à la sortie d'Égypte du peuple Hébreu.
L'exorcisme sous-entend que l'homme est dans ce monde le plus souvent l'esclave inconscient de forces qui le dominent. C'est ainsi que l'ultime demande du Notre Père est d'être délivré du malin.
Le baptême marque ce passage de l'état d'esclave à celui d'homme libéré.
Le prêtre ordonne à « l'esprit de mensonge, l'esprit d'erreur, l'esprit de cupidité et de toute impureté » de quitter celui qui va être baptisé.
Il est délivrance de la « tyrannie » du démon, selon le texte même de l'exorcisme :

« Le Seigneur t’exorcise, Satan, car il est venu dans ce monde et fixa sa demeure parmi les hommes pour abolir ta tyrannie et délivrer le genre humain ; sur la croix il triompha des puissances ennemies, quand le soleil s’est obscurci, que la terre a chancelé, que les tombeaux se sont ouverts et que de nombreux saints ressuscitèrent en leur corps ; par sa mort il a détruit la mort, c’est-à-dire toi-même, le Diable. »

C'est le diable que le Christ a vaincu par sa Victoire sur la mort, par sa Résurrection. Le Baptême est nécessaire à notre victoire sur les séductions mondaines, le péché et la mort.
Trois exorcismes s'adressent à Satan, en lui ordonnant de se retirer, après lesquels le prêtre souffle trois fois sur le candidat au baptême et fait le signe de la Croix sur son front, sa bouche, sa poitrine.

### 2. La conversion
C'est alors que le choix libre, la conversion est possible.
Le prêtre demande alors au candidat au baptême de se tourner vers l'occident, lieu où meurt le soleil, et l'invite à renoncer à Satan.
Après avoir affirmé trois fois avoir renoncé à Satan, le catéchumène tourné jusqu'alors vers l'Ouest (où meurt le soleil), se retourne (ce qui est le sens originel du mot conversion) vers l'Est, lieu de la naissance du soleil et direction dans laquelle sont bâties toutes les églises. C'est véritablement pour le futur baptisé un changement de cap.
C'est alors que le prêtre lui demande trois fois s'il se joint au Christ.
Après quoi, le prêtre lui demande s'il croit en Dieu. Le candidat au baptême récite à ce moment le Credo.

### 3. La bénédiction des eaux
C'est à ce moment que commence réellement l'office du baptême.
La sanctification des eaux, comme toute sanctification, n'est pas une transformation de nature des eaux, mais bien plutôt la révélation de leur nature sacramentelle.
L'eau est à la fois ce qui est source de vie, et ce qui nettoie, purifie.
Le même poème de saint Sophrone est récité pour la bénédiction des eaux du baptême et celui de la Théophanie le 6 janvier. C'est que par le baptême, nous devenons aussi Fils de Dieu. Par ailleurs, selon l'orthodoxie, par son Baptême, le Christ immergé dans les eaux sanctifia ce monde.

### 4. La triple immersion "au nom du Père, du Fils et du Saint-Esprit"
Le candidat au baptême se dépouille alors de ses vêtements, symbolisant le vieux moi, le vieil homme qu'il quitte.
L'immersion totale est noyade du vieil homme, renouvellement dans les eaux transformées par l'Esprit en matrice de vie, participation à la mort et à la résurrection du Christ.

### 5. Le Baptisé revêt la tunique de clarté
Après l'immersion, le baptisé revêt des vêtements neufs, blancs, symbolisant ainsi son passage à un état nouveau, selon l'expression de saint Paul : « vous avez revêtu le Christ ».

« Accorde-moi la tunique de clarté,
toi qui te drapes de lumière comme d’un manteau,
trésor de tendresse, ô Christ notre Dieu. »

### 6. Lachrismation
La chrismation consiste à oindre d'huile sainte une personne baptisée afin qu'elle reçoive le don du Saint-Esprit. Alors que par l'immersion le baptisé meurt et ressuscite avec le Christ, celui qui est chrismé reçoit par ce mystère le don de l'Esprit Saint.
Ce don de l'Esprit Saint est celui qu'ont reçu les Apôtres le jour de la Pentecôte, scellant l'Église dans un même Esprit. En tant que tel, la chrismation est essentielle à l'appartenance du baptisé à l'Église comme participation et communion avec l'Esprit de Dieu. C'est, en effet, par la Chrismation qu'une personne devient un membre du laos, le peuple de Dieu. L'évêque orthodoxe Kallistos (Ware) de Diokleia explique en ce sens :

« À travers la Chrismation, tout membre de l'Église devient un prophète, et reçoit une part de la royale prêtrise du Christ ; de même tous les chrétiens, parce qu'ils sont chrismés, sont appelés à agir comme témoins conscient de la Vérité. 'Vous avez reçu l'onction (chrisma) de la part de Celui qui est Saint, et vous connaissez toutes choses' (I Jean 2:20). »

La chrismation dans l'Église orthodoxe suit immédiatement le baptême dont on considère qu'elle en est comme l'achèvement et fait partie intégrante de son office, c'est-à-dire de l'intégration du baptisé dans la vie du Christ et de son Corps mystique qu'est l'Église orthodoxe.
La chrismation consiste à oindre le nouveau chrétien une huile sainte appelée Saint Chrême (en grec, myron) afin qu'il reçoive le don du Saint-Esprit. Le Saint Chrême ou Myron est un "mélange de quarante huiles essentielles et d'huile d'olive" (Gialopsos, 35) consacré par l'évêque. Le chrétien est oint par un signe de croix avec cette huile successivement sur son front, ses yeux, ses narines, ses lèvres, ses oreilles, sa poitrine, ses mains et ses pieds. Chaque fois, le prêtre administrant le sacrement dit : « Le sceau du don de l'Esprit Saint ».

### 7. La communion
La communion à la Sainte Eucharistie suit immédiatement la chrismation. la communion est la même que celle des catholiques si la personne est âgée et sa première communion prévue en même temps que son baptême.

## Le baptême orthodoxe et les autres confessions chrétiennes: «Je confesse un unique baptême»
Les Églises orthodoxe, catholique et protestantes reconnaissent qu'elles ont un seul et même baptême, même si les rites et la théologie en sont différents et ce, conformément à la parole de Jésus rapportée dans Matthieu 28:19 : « Baptisez-les au nom du Père, du Fils et du Saint-Esprit ». Cette reconnaissance commune d'un même baptême est considérée conforme en cela au credo récité à chaque liturgie orthodoxe, dans lequel est affirmé : « Je confesse un unique baptême en rémission des péchés. »
Cette reconnaissance œcuménique est significative puisque la polémique sur le nombre d'immersions baptismales avait été l'une des difficultés ayant conduit au schisme de 1054 entre catholiques et orthodoxes.
Cependant, les pratiques peuvent varier à ce sujet. En général, si un nouveau converti vient à l'Orthodoxie à partir d'une autre confession chrétienne pratiquant le baptême par immersion selon la Formule Trinitaire ("au nom du Père, du Fils et du Saint-Esprit"), ce baptême est reconnu par l'Église orthodoxe. En ce cas, il (ou elle) est reçu dans l'Église orthodoxe à travers le sacrement de chrismation, après lequel elle pourra communier.
Cependant, si celui ou celle qui s'est nouvellement converti à l'Orthodoxie vient auparavant d'une confession chrétienne qui baptise au nom de « Jésus seulement » (comme dans certaines Églises pentecôtistes), ou d'une confession qui ne pratique pas le baptême du tout (comme les quakers), le baptême peut être alors considéré comme nécessaire avant la chrismation et la communion.

### Livres
- Dieu est Vivant, Catéchisme pour les familles, par une équipe de chrétiens orthodoxes, Paris, Cerf, 2005.
- Père Alexandre Schmemann, D'eau et d'Esprit : étude liturgique du baptême, Desclée de Brouwer, coll. Théophanie, 1987)

### Sur internet
Prières et offices du baptême et de la chrismation